# 鈴蘭台站
鈴蘭台站（日语：／ Suzurandai eki */?）位於日本兵庫縣神戶市北區鈴蘭台北町一丁目，是神戶電鐵有馬線與粟生線的鐵路車站。車站編號為KB06，標高278公尺。

## 歷史
戰前的鈴蘭台地區為舞廳及酒館林立的避暑地，被稱為「關西的輕井澤」。戰後隨著新市鎮的開發，特別是與阪急、阪神等鐵道路線連通後，人口大幅增加。
2018年9月，「Bellst鈴蘭台」開業，與車站大樓連通的橋上站房啟用。車站周邊再開發計畫預計2020年完成。

### 年表
- 1928年（昭和3年）11月28日 - 神戶有馬電氣鐵道 湊川 - 電鐵有馬（現在的有馬溫泉站）間開通，本站開業，當時的站名為小部站（おうぶえき）[1][2]。
- 1932年（昭和7年）8月1日 - 改稱為鈴蘭台站[1][2]。
- 1936年（昭和11年）12月28日 - 三木電氣鐵道（現在的粟生線）鈴蘭台 - 廣野高爾夫球場前間開業[2]。
- 1947年（昭和22年）1月9日 - 神戶有馬電氣鐵道與三木電氣鐵道合併，成為神有三木電氣鐵道[2]。
- 1949年（昭和24年）4月30日 - 營運公司改名為神戶電氣鐵道[2]。
- 1973年（昭和47年）2月 - 擴大車站月台[1]。
- 1988年（昭和63年）4月1日 - 營運公司改名為神戶電鐵[2]。
- 2011年（平成23年）3月26日 - 設置可連通月台與地下道的電梯。新設南驗票口。由於此項工程的關係，月台全長縮小。
- 2016年（平成28年）2月 - 再開發事業工程啟動。
- 2018年（平成30年）9月25日 - 與「Bellst鈴蘭台」連結的橋上站房啟用[4][5]。
- 2020年（令和2年）
  - 2月26日 - 站前廣場完工。
  - 7月 - 站前广场附近道路整备完成，再开发事业完成[5]。

## 車站構造

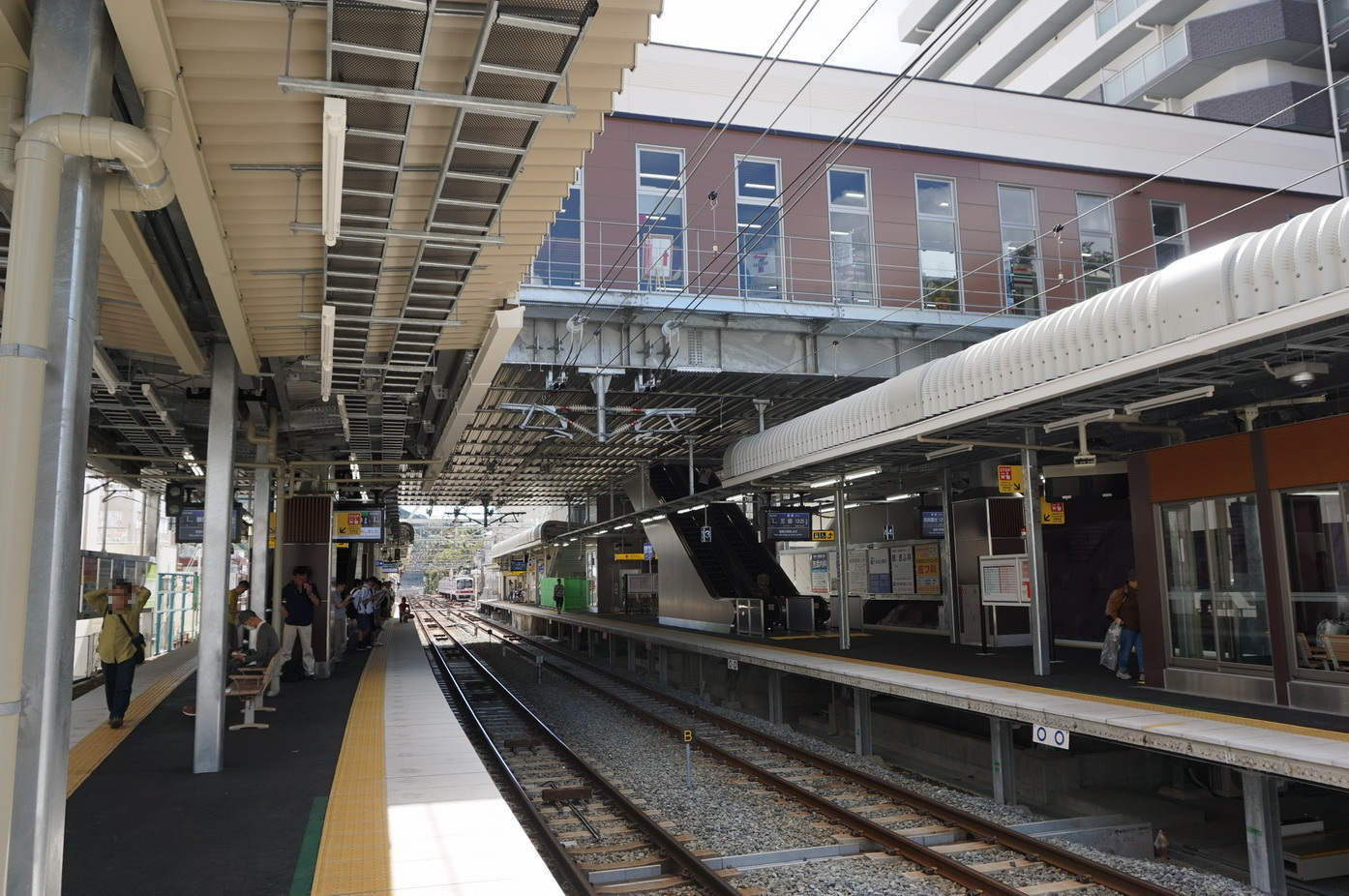
月台（橋上站房）

島式月台2面4線的地面車站。車站的南北有高低差。車站南側為堤上站，北側為地面車站。

### 月台配置
| 月台 | 路線   | 方向 | 目的地            |
| ---- | ------ | ---- | ----------------- |
| 1・2 | 有馬線 | 上行 | 往 新開地         |
| 3・4 | 有馬線 | 下行 | 往 有馬溫泉、三田 |
| 3・4 | 粟生線 | 下行 | 往 粟生           |

## 使用狀況
根據神戶市統計書，2017年度1日平均上車人次為9,699人。
| 年度   | 1日平均 上車人次 |
| ------ | ---------------- |
| 2005年 | 11,301           |
| 2006年 | 11,145           |
| 2007年 | 11,164           |
| 2008年 | 10,872           |
| 2009年 | 10,499           |
| 2010年 | 10,356           |
| 2011年 | 10,175           |
| 2012年 | 10,120           |
| 2013年 | 10,433           |
| 2014年 | 10,055           |
| 2015年 | 10,189           |
| 2016年 | 9,907            |
| 2017年 | 9,699            |

## 車站周邊
- Bellst鈴蘭台
  - 神戶市北區役所[2][7]
  - 三井住友銀行 鈴蘭台分行
  - Minato銀行（日语：みなと銀行） 鈴蘭台分行
  - 日新信用金庫 鈴蘭台分行

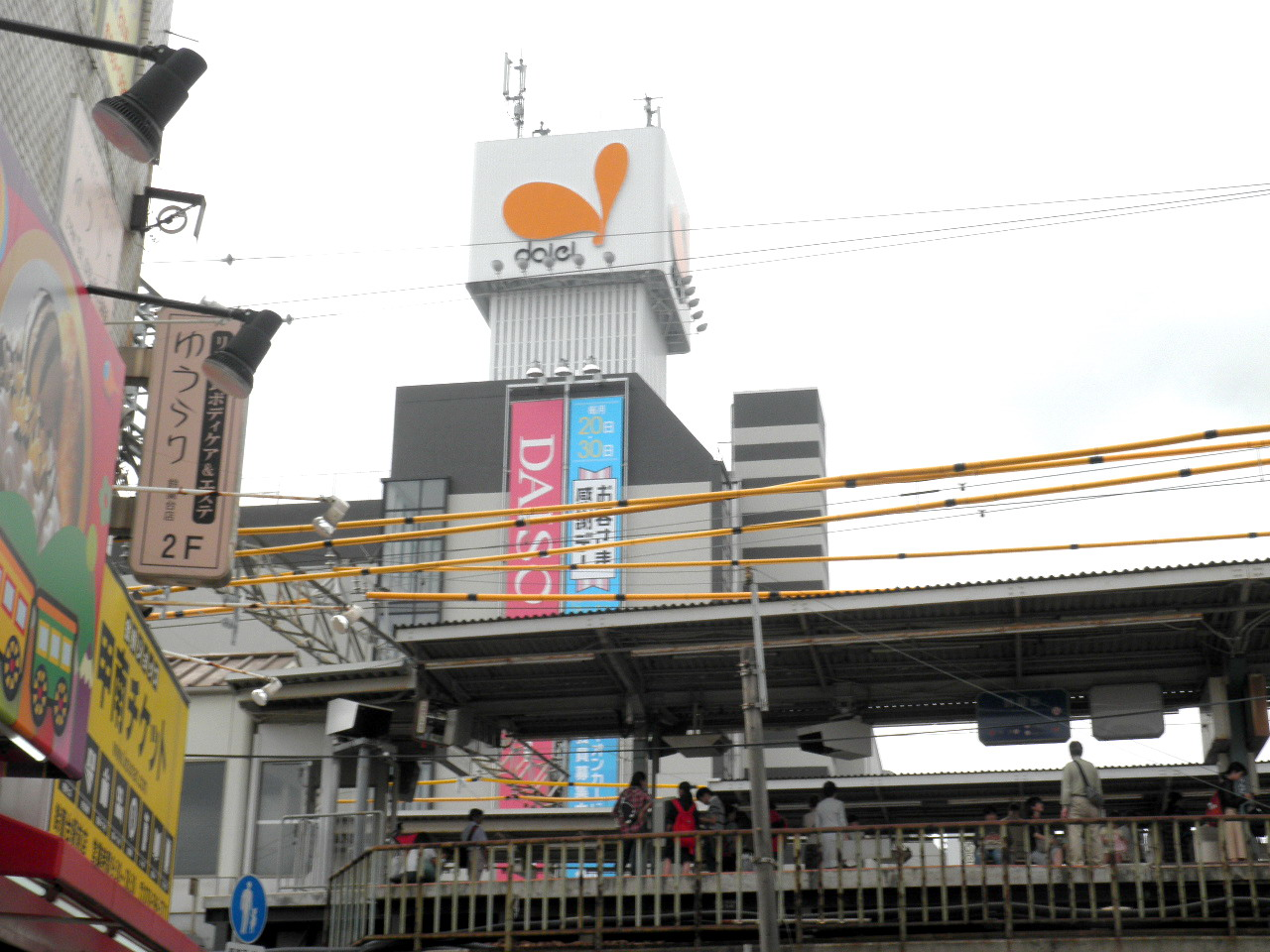
Daiei鈴蘭台店（從車站東側攝影）

  - AEON FOOD STYLE Bellst鈴蘭台店
  - 神鐵計程車招呼站
- 北區民中心[7]
  - 神戶市立北圖書館
- 神戶鈴蘭台郵局
- 兵庫縣立神戶鈴蘭台高等學校[7]
- 神戶親和女子大學[7]
- Daiei鈴蘭台店
- Co-op Kobe鈴蘭台東店

### 公車路線
可搭乘阪急巴士與神鐵巴士。
| 系統             | 目的地        | 主要行經地                                 | 營運公司 |
| ---------------- | ------------- | ------------------------------------------ | -------- |
| 16               | 筑紫之丘5丁目 | 水源地・峠・山之街站前・燒餅地藏前・廣陵町 | 阪急巴士 |
| 30               | 谷上站        | 水源地・峠・山之街站前・燒餅地藏前・廣陵町 | 阪急巴士 |
| 61               | 神戶站南口    | 平野・大學醫院                             | 阪急巴士 |
| 61               | 神戶站南口    | 平野・湊川公園                             | 阪急巴士 |
| 中央病院線       | 中央醫院前    |                                            | 神鐵巴士 |
| 中央病院線       | 西鈴蘭台站前  |                                            | 神鐵巴士 |
| 君影團地線       | 君影6丁目     | 7棟前                                      | 神鐵巴士 |
| 君影團地線       | 鈴蘭台站前    | 君影團地                                   | 神鐵巴士 |
| 君影團地線       | 西鈴蘭台站前  | 君影團地                                   | 神鐵巴士 |
| 鈴蘭台・中里町線 | 中里町        |                                            | 神鐵巴士 |

## 相鄰車站

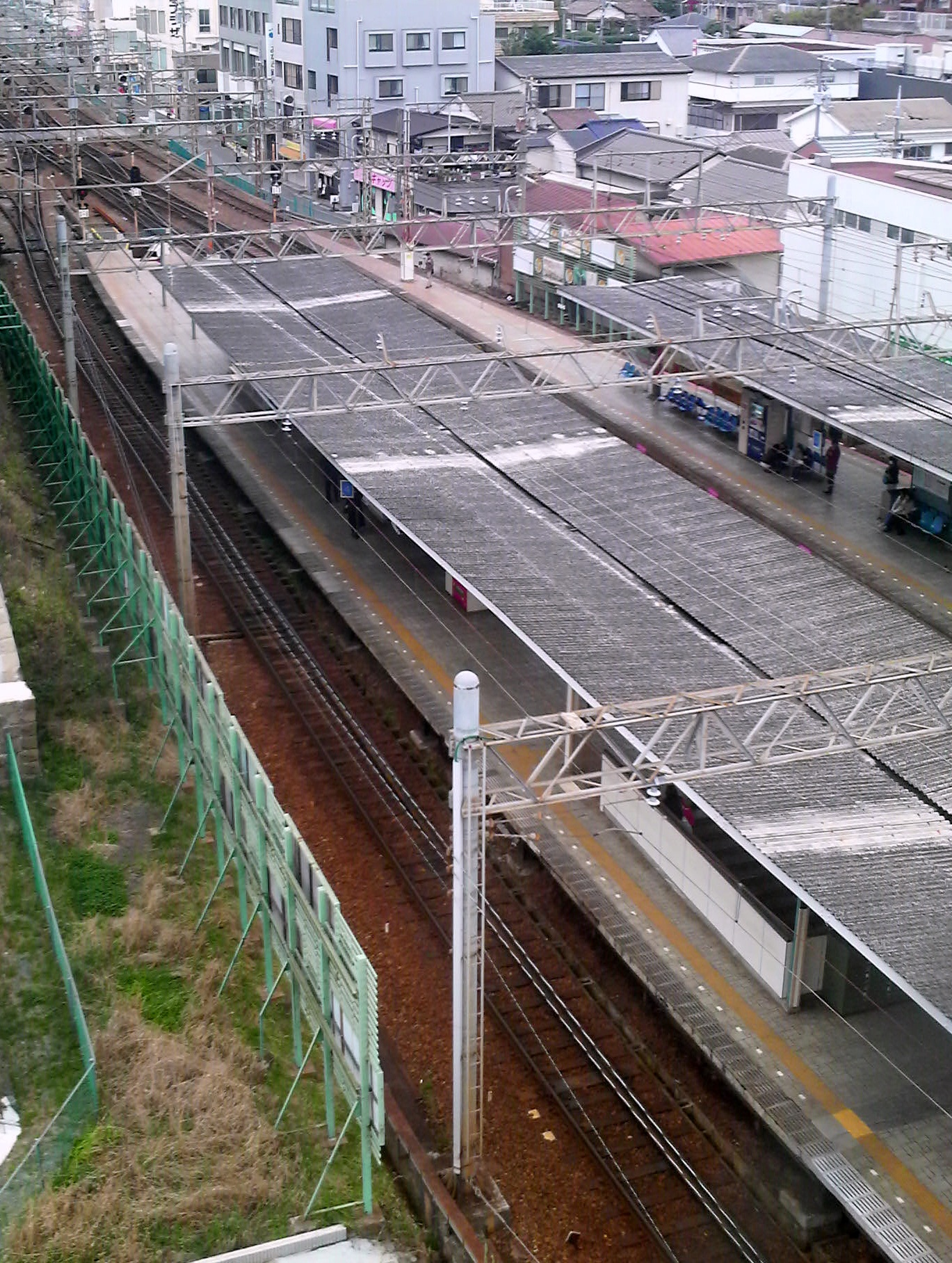
橋上化工程前的4號月台

神戶電鐵
 有馬線
■特快速、■急行
湊川（KB02）－鈴蘭台（KB06）－北鈴蘭台（KB07）
■準急
長田（KB03）－鈴蘭台（KB06）－北鈴蘭台（KB07）
■普通
鵯越（KB05）－鈴蘭台（KB06）－北鈴蘭台（KB07）
 粟生線
■急行
湊川（KB02）（有馬線）－鈴蘭台（KB06）－鈴蘭台西口（KB41）
■準急
長田（KB03）（有馬線）－鈴蘭台（KB06）－鈴蘭台西口（KB41）
■普通
鵯越（KB05）（有馬線）－鈴蘭台（KB06）－鈴蘭台西口（KB41）

## 外部連結
- 鈴蘭台 - 神戶電鐵